# Совет министров Республики Беларусь
Совет министров Республики Беларусь (бел. Саве́т Міні́страў Рэспу́блікі Белару́сь) — высший орган исполнительной власти, осуществляющий руководство системой подчинённых ему республиканских органов государственного управления и иных государственных организаций, а также местных исполнительных и распорядительных органов в Беларуси.
Главой Совета министров является премьер-министр, который назначается президентом Республики Беларусь с согласия нижней палаты Парламента Республики Беларусь.
Совет министров Республики Беларусь в своей деятельности подотчётен президенту Республики Беларусь и ответственен перед Национальным собранием Республики Беларусь.
Заместителями премьер-министра являются первый заместитель премьер-министра и заместители премьер-министра.

## Состав
В Совет министров Республики Беларусь входят:
- премьер-министр Республики Беларусь
- заместители премьер-министра Республики Беларусь
- министры
- председатели государственных комитетов
- руководитель Аппарата Совета министров Республики Беларусь
- председатель Президиума Национальной академии наук Беларуси
- председатель Правления Белорусского республиканского союза потребительских обществ
- иные должностные лица по решению президента Республики Беларусь

## Деятельность правительства
Совет министров Республики Беларусь отвечает за работу государственных органов, в числе которых:
- государственные административные органы
- министерства
- государственные комитеты
- концерны
- организации, подчинённые правительству

1 октября 2023 года при Совете Министров Республики Беларусь создан Совет по биологической безопасности.

## Члены Правительства
10 марта 2025 года президент Республики Беларусь Александр Лукашенко назначил премьер-министром Александра Турчина.
| Должность                                                                                        | Ф. И. О.                        |
| ------------------------------------------------------------------------------------------------ | ------------------------------- |
| Премьер-министр                                                                                  | Александр Генрихович Турчин     |
| Первый заместитель премьер-министра                                                              | Николай Геннадьевич Снопков     |
| Заместитель премьер-министра по вопросам строительства, ЖКХ и транспорта                         | Анатолий Александрович Сивак    |
| Заместитель премьер-министра по промышленности и энергетике                                      | Виктор Михайлович Каранкевич    |
| Заместитель премьер-министра по социальной сфере — здравоохранение, образование, культура, спорт | Владимир Степанович Караник     |
| Заместитель премьер-министра по сельскому хозяйству                                              | Юрий Витольдович Шулейко        |
| Министр антимонопольного регулирования и торговли                                                | Артур Борисович Карпович        |
| Министр архитектуры и строительства                                                              | Александр Викторович Студнев    |
| Министр внутренних дел                                                                           | Иван Владимирович Кубраков      |
| Министр жилищно-коммунального хозяйства                                                          | Геннадий Алексеевич Трубило     |
| Министр здравоохранения                                                                          | Александр Валерьевич Ходжаев    |
| Министр иностранных дел                                                                          | Максим Владимирович Рыженков    |
| Министр информации                                                                               | Марат Сергеевич Марков          |
| Министр культуры                                                                                 | Руслан Иосифович Чернецкий      |
| Министр лесного хозяйства                                                                        | Александр Антонович Кулик       |
| Министр обороны                                                                                  | Виктор Геннадьевич Хренин       |
| Министр образования                                                                              | Андрей Иванович Иванец          |
| Министр по налогам и сборам                                                                      | Дмитрий Николаевич Кийко        |
| Министр по чрезвычайным ситуациям                                                                | Вадим Иванович Синявский        |
| Министр природных ресурсов и охраны окружающей среды                                             | Сергей Михайлович Масляк        |
| Министр промышленности                                                                           | Александр Владимирович Ефимов   |
| Министр связи и информатизации                                                                   | Кирилл Борисович Залесский      |
| Министр сельского хозяйства и продовольствия                                                     | Юрий Николаевич Горлов          |
| Министр спорта и туризма                                                                         | Сергей Михайлович Ковальчук     |
| Министр транспорта и коммуникаций                                                                | Алексей Алексеевич Ляхнович     |
| Министр труда и социальной защиты                                                                | Наталия Викторовна Павлюченко   |
| Министр финансов                                                                                 | Юрий Михайлович Селиверстов     |
| Министр экономики                                                                                | Юрий Адамович Чеботарь          |
| Министр энергетики                                                                               | Алексей Иванович Кушнаренко     |
| Министр юстиции                                                                                  | Евгений Иосифович Коваленко     |
| Председатель Государственного военно-промышленного комитета                                      | Дмитрий Александрович Пантус    |
| Председатель Государственного комитета по имуществу                                              | Дмитрий Феофанович Матусевич    |
| Председатель Государственного комитета по науке и технологиям                                    | Сергей Владимирович Шлычков     |
| Председатель Государственного комитета по стандартизации                                         | Елена Михайловна Моргунова      |
| Председатель Государственного пограничного комитета                                              | Константин Геннадьевич Молостов |
| Председатель Государственного таможенного комитета                                               | Владимир Николаевич Орловский   |
| Председатель Президиума Национальной академии наук Беларуси                                      | Владимир Григорьевич Гусаков    |
| Председатель Правления Белорусского республиканского союза потребительских обществ               | Инесса Леонидовна Короткевич    |

## Государственные организации
Государственные организации, подчинённые Совету министров Республики Беларусь:
- Белорусский государственный концерн пищевой промышленности «Белгоспищепром» (концерн «Белгоспищепром»)
- Белорусский государственный концерн по нефти и химии (концерн «Белнефтехим»)
- Белорусский государственный концерн по производству и реализации товаров лёгкой промышленности (концерн «Беллегпром»)
- Белорусский производственно-торговый концерн лесной, деревообрабатывающей и целлюлозно-бумажной промышленности (концерн «Беллесбумпром»)
- Белорусский республиканский союз потребительских обществ («Белкоопсоюз»)
- Республиканский центр по оздоровлению и санаторно-курортному лечению населения
- Уполномоченный по делам религий и национальностей